# Cot Hoho
Cot Hoho is een bestuurslaag in het regentschap Aceh Besar van de provincie Atjeh, Indonesië. Cot Hoho telt 85 inwoners (volkstelling 2010).